# Bboy Nana
Bboy Nana（本名：林李納，2015年4月7日—）是來自台灣基隆的霹靂舞舞者，擁有阿美族血統。

## 早年生活與舞蹈啟蒙
Bboy Nana於5歲時受到日本霹靂舞團體「一擊」的啟發，開始接觸霹靂舞。

## 職業生涯

### 初期發展（2020年至2021年）
2020年，Bboy Nana加入KGB與City 4舞團。三個月後，他在「新北Fun街頭」比賽中首次參賽。2021年，他在臺北市青年盃街舞錦標賽中獲得首座冠軍，並受邀參與中華民國國慶大會的霹靂舞演出。

### 國際賽事崛起（2022年）
2022年，Bboy Nana在中華民國霹靂舞國手選拔賽青少年組奪冠，並開始參與國際賽事。他受邀前往瑞士、法國等地參賽，並在Battle Pro-Kid Battle中贏得世界冠軍。

### 近年發展（2023年至今）
2023年，Bboy Nana在多項國際賽事中取得佳績，包括韓國BBIC Power Move冠軍、WBC東南亞賽冠軍、法國Battle Meaux Kids冠軍等。
2024年，他持續活躍於國際賽場，1月在羅馬尼亞達人秀獲得「金色按鈕」，成為首位獲此殊榮的華人霹靂舞者；4月與開心果娛樂簽約，並參加美國達人秀；7月，他在瑞士Find Your Flow Festival贏得Solo Showcase冠軍、Crew Battle冠軍，並與搭檔Arisha在Kid 2on2項目奪得亞軍。

## 公開活動與影響力
2021年與2024年，他在中華民國國慶大會演出；2022年於外交部駐台使節新春聯歡晚宴表演；2023年，他參加全中運開幕式。
此外，他也投入青少年霹靂舞推廣，曾在幼兒園與慈善籃球賽等活動中分享自身經驗。2022年起，他成為Nike贊助選手。2024年，基隆火車站的街舞空間以「Nana Plaza」命名，以表彰他對台灣街舞文化的影響。

## 比賽紀錄
| 年份 | 日期  | 賽事與名次                                                                   |
| ---- | ----- | ---------------------------------------------------------------------------- |
| 2022 | 10/23 | 瑞士Groove Session 2on2八強                                                  |
| 2022 | 12/3  | 法國BattlePro Bboy Battle冠軍                                                |
| 2023 | 5/14  | WBC東南亞決賽Crew Battle冠軍                                                 |
| 2023 | 7/23  | 韓國BBIC Power Move冠軍                                                      |
| 2023 | 9/9   | RCBIC高雄國際賽Kid組冠軍                                                     |
| 2023 | 11/5  | 法國Battle de Meaux Kid組冠軍                                                |
| 2024 | 5/25  | WBC亞洲決賽10on10 Crew Battle冠軍                                            |
| 2024 | 6/28  | 瑞士Find Your Flow Festival Solo Showcase冠軍、Crew Battle冠軍、Kid 2on2亞軍 |
| 2024 | 8/3   | R16世界霹靂舞大賽台灣區青少年組冠軍                                          |